# سنت-ژنو
سنت-ژنو (به فرانسوی: Saint-Genou) یک کمون در فرانسه است که در اندر واقع شده‌است. سنت-ژنو ۲۴٫۴۱ کیلومتر مربع مساحت و ۱٬۰۲۵ نفر جمعیت دارد و ۱۰۵ متر بالاتر از سطح دریا واقع شده‌است.